# メジャードタイム
メジャードタイム（Measured Time）は、イギリスの競走馬。主な勝ち鞍は、2024年のジェベルハッタ、マンハッタンステークス。

## 戦績

### 2023年(3歳時)
2023年2月1日にケンプトン競馬場で行われた未勝利戦にてデビュー勝ちを収める。そこから2連勝の後、リステッド競走に出走するも2着に敗れた。休養を経て挑んだドバイのG2アルラシディヤで重賞初制覇を飾ってシーズンを終えた。

### 2024年(4歳時)
1月26日にメイダン競馬場で行われたG1ジェベルハッタで始動。レースでは残り200mで先頭に立つと後続勢の追撃を抑えて勝利、G1初制覇を飾った。続いてドバイターフに出走し、最後の直線で内を突いて先頭に立とうとしたが後続勢に交わされ4着に敗れた。次走はアメリカ合衆国へ遠征し、マンハッタンステークスに出走。レースでは3コーナーで早々と先頭に立つと、そのまま突き放して2馬身差で勝利した。陣営はこの勝利によってBCターフを視野に入れた距離延長を敢行し、次走をソードダンサーステークスに定めた。しかし、レースではファーブリッジの逃げ粘りに屈して2着に敗れ、休養に入ることとなった。休養明けで挑んだアルラシディヤでは、レース開始から先頭に立って逃げると、最後の直線ではそのまま後続勢を突き放して7馬身差で圧勝、同レース連覇を達成した。なお、このレースの勝ち時計は2014年にジャスタウェイがドバイデューティーフリーで記録したコースレコードを更新するものであった。

### 2025年(5歳時)
前年と同じくジェベルハッタで始動。同レースには香港最強馬のロマンチックウォリアーも出走を表明しており、一騎打ちの様相を呈していた。レースでは、序盤から後続勢を引き離す大逃げに打って出た。しかし、最後の直線でロマンチックウォリアーに交わされると徐々に失速し、ゴール板手前で騎手もろとも崩れ落ちた。レース後、ゴドルフィンの公式サイトにて予後不良となったことが発表された。

## 競走成績
| 出走日     | 競馬場           | 競走名          | 格 | 着順 | 騎手         | 距離    | タイム    | 着差      | 1着(2着)馬       |
| ---------- | ---------------- | --------------- | -- | ---- | ------------ | ------- | --------- | --------- | ---------------- |
| 2023.2.1   | ケンプトン       | 未勝利戦        |    | 1着  | D.プロバード | AW1800m | 1.39.14   | 4馬身     | (Wonder Legend)  |
| 2023.8.9   | ケンプトン       | 一般戦          |    | 1着  | W.ビュイック | 芝1800m | 1.44.04   | 1 3/4馬身 | (Botanical)      |
| 2023.8.25  | ニューマーケット | ハンデ戦        |    | 1着  | W.ビュイック | 芝2000m | 2.05.92   | 5馬身     | (Burglar)        |
| 2023.11.6  | ケンプトン       | フラッドリットS | L  | 2着  | W.ビュイック | AW2413m | -         | 2 1/4馬身 | Lion's Pride     |
| 2023.12.22 | メイダン         | アルラシディヤ  | G2 | 1着  | W.ビュイック | 芝1800m | 1.46.97   | 0.51秒    | (Erzindjan)      |
| 2024.1.26  | メイダン         | ジェベルハッタ  | G1 | 1着  | W.ビュイック | 芝1800m | 1.47.89   | 0.28秒    | (Ottman Fleet)   |
| 2024.3.30  | メイダン         | ドバイターフ    | G1 | 4着  | W.ビュイック | 芝1800m | 1.46.10   | 0.19秒    | Facteur Cheval   |
| 2024.6.8   | サラトガ         | マンハッタンS   | G1 | 1着  | W.ビュイック | 芝1911m | 1.51.94   | 0.34秒    | (Nation's Pride) |
| 2024.8.24  | サラトガ         | ソードダンサーS | G1 | 2着  | W.ビュイック | 芝2400m | 2.29.67   | 0.16秒    | Far Bridge       |
| 2024.12.20 | メイダン         | アルラシディヤ  | G2 | 1着  | W.ビュイック | 芝1800m | R 1.45.11 | 1.09秒    | (Cairo)          |
| 2025.1.25  | メイダン         | ジェベルハッタ  | G1 | 中止 | W.ビュイック | 芝1800m | -         | -         | Romantic warrior |

## 血統表
| メジャードタイムの血統     | メジャードタイムの血統                                                           | メジャードタイムの血統                                                           | （血統表の出典）                                                                 | （血統表の出典） |
| 父系                       | サドラーズウェルズ系                                                             | サドラーズウェルズ系                                                             | サドラーズウェルズ系                                                             | [ § 2 ]          |
| 父 Frankel 2008年 鹿毛     | 父の父Galileo 1998年 鹿毛                                                        | Sadler's Wells 1981年                                                            | Northern Dancer                                                                  | Northern Dancer  |
| 父 Frankel 2008年 鹿毛     | 父の父Galileo 1998年 鹿毛                                                        | Sadler's Wells 1981年                                                            | Fairy Bridge                                                                     |                  |
| 父 Frankel 2008年 鹿毛     | 父の父Galileo 1998年 鹿毛                                                        | Urban sea 1989年                                                                 | Miswaki                                                                          | Miswaki          |
| 父 Frankel 2008年 鹿毛     | 父の父Galileo 1998年 鹿毛                                                        | Urban sea 1989年                                                                 | Allegretta                                                                       |                  |
| 父 Frankel 2008年 鹿毛     | 父の母Kind 2001年 鹿毛                                                           | Danehill 1986年                                                                  | Danzig                                                                           | Danzig           |
| 父 Frankel 2008年 鹿毛     | 父の母Kind 2001年 鹿毛                                                           | Danehill 1986年                                                                  | Razyana                                                                          |                  |
| 父 Frankel 2008年 鹿毛     | 父の母Kind 2001年 鹿毛                                                           | Rainbow Lake 1990年                                                              | rainbow Quest                                                                    | rainbow Quest    |
| 父 Frankel 2008年 鹿毛     | 父の母Kind 2001年 鹿毛                                                           | Rainbow Lake 1990年                                                              | Rockfest                                                                         |                  |
| 母 Minidress 2001年 黒鹿毛 | 母の父Street Cry 1998年 黒鹿毛                                                   | Machiavellian 1987年                                                             | Mr. Prospector                                                                   | Mr. Prospector   |
| 母 Minidress 2001年 黒鹿毛 | 母の父Street Cry 1998年 黒鹿毛                                                   | Machiavellian 1987年                                                             | Coup de Folie                                                                    |                  |
| 母 Minidress 2001年 黒鹿毛 | 母の父Street Cry 1998年 黒鹿毛                                                   | Helen Street                                                                     | Troy                                                                             | Troy             |
| 母 Minidress 2001年 黒鹿毛 | 母の父Street Cry 1998年 黒鹿毛                                                   | Helen Street                                                                     | Waterway                                                                         |                  |
| 母 Minidress 2001年 黒鹿毛 | 母の母Short Skirt 2003年 黒鹿毛                                                  | Diktat 1995年                                                                    | Warning                                                                          | Warning          |
| 母 Minidress 2001年 黒鹿毛 | 母の母Short Skirt 2003年 黒鹿毛                                                  | Diktat 1995年                                                                    | Arvola                                                                           |                  |
| 母 Minidress 2001年 黒鹿毛 | 母の母Short Skirt 2003年 黒鹿毛                                                  | Much Too Risky 1982年                                                            | Bustino                                                                          | Bustino          |
| 母 Minidress 2001年 黒鹿毛 | 母の母Short Skirt 2003年 黒鹿毛                                                  | Much Too Risky 1982年                                                            | Short Rations                                                                    |                  |
| 母系(F-No.)                | 8号族(FN:8)                                                                      | 8号族(FN:8)                                                                      | 8号族(FN:8)                                                                      | [ § 3 ]          |
| 5代内の近親交配            | Sadler's Wells3×5＝15.63％、Northern Dancer4×5＝9.38%、Mr. Prospector5×4＝9.38％ | Sadler's Wells3×5＝15.63％、Northern Dancer4×5＝9.38%、Mr. Prospector5×4＝9.38％ | Sadler's Wells3×5＝15.63％、Northern Dancer4×5＝9.38%、Mr. Prospector5×4＝9.38％ | [ § 4 ]          |
| 出典                       | 1. 2. 3. 4.                                                                      | 1. 2. 3. 4.                                                                      | 1. 2. 3. 4.                                                                      | 1. 2. 3. 4.      |

- 半兄に2022年・2024年BCターフなどGI8勝のレベルスロマンスがいる。
- 従兄弟に2019年兵庫ゴールドトロフィー勝ち馬のデュープロセスがいる。
- 祖母の半姉に競走馬としてフランスで重賞2勝、繁殖牝馬としてアサクサデンエン・スウィフトカレント・ヴィクトワールピサを産んだホワイトウォーターアフェアがいる。
- そのほかの近親に2012年阪神ジュベナイルフィリーズ勝ち馬のローブティサージュ。